# Diatesi (medicina)
In medicina, la diatesi è la predisposizione, congenita o acquisita, indicante, con l'aggiunta di un qualificativo, la speciale capacità reattiva dell'organismo a determinati stimoli, fino ad avere reazioni abnormi, come allergie, o anche malattie autoimmuni.

## Tipologie
Si distinguono:
- diatesi emorragica
- diatesi urica
- diatesi allergica
- diatesi ossalica
- diatesi essudativa
- diatesi comiziale
- diatesi autoimmune
- diatesi trombofilica (o trombotica)